# 伊藤俊輔 (俳優)
伊藤 俊輔（いとう しゅんすけ、1978年2月25日 - ）は、日本の俳優。神奈川県横浜市出身。身長165cm、血液型はA型。劇団ONEOR8。

## 人物
1998年、プロダクション人力舎の養成所であるスクールJCAに7期生として入学。卒業後は人力舎に所属し、お笑いコンビ『うずみる』として活動。
2001年より主に小劇場で活動。様々な劇団で客演するフリー時代を経て、2008年、ONEOR8公演『莫逆の犬』より同劇団に正式入団した 。
2012年1月22日、女優の笹野鈴々音と入籍。
2015年ONEOR8公演『ゼブラ』では出演と共に演出も勤めている。舞台を中心に活動中である。
2018年、鬼の居ぬ間に公演『人魚ー死せる花嫁ー』の弥三郎役で佐藤佐吉賞2018優秀主演男優賞を受賞した。
『天才てれびくんシリーズ』に出演していた元タレントでプロライフセーバーの伊藤俊輔とは同姓同名の別人である。
2022年4月22日、女優・笹野鈴々音と「仲良く離婚」を発表。

## 主な出演作品

### 映画
- 捨てといて捨てないで（山口森広監督）
- リングサイドストーリー（2017年10月14日、武正晴監督）
- 相棒シリーズ X DAY（2013年3月23日公開、橋本一監督）
- 貞子3D（2012年、英勉監督）
- カイジ2（2011年、佐藤東弥監督）
- あまっちょろいラブソング（2010年、宮田宗吉監督）
- 監督・ばんざい!（2007年、北野武監督）
- DEATH NOTE（2006年、金子修介監督）
- 雨よりせつなく（2004年、当摩寿史監督）
- アイデン&ティティ（2003年、田口トモロヲ監督）
- 花（2002年、西谷真一監督）
- 張り込み（2001年、篠原哲雄監督）
- 富江 re-birth（2001年、清水崇監督）
- WASABI（2001年、ジュラール・クラウジック監督）

### ドラマ
- TOKYO VICE（2022年4月7日 - 6月12日 、HBO Max・WOWOW）
- 全裸監督2（2021年6月24日より配信開始、Netflix）組員役レギュラー
- #コールドゲーム 第1話（2021年6月6日、東海テレビ・フジテレビ） - 野中浩平 役
- 土曜ドラマ「植木等とのぼせもん」第1回・3回（NHK総合、2017年9月2日・16日）
- BS時代劇「立花登青春手控え2」第1回（NHK BSプレミアム、2017年4月7日）
- プレミアムよるドラマ「ママゴト」第4話（NHK BSプレミアム、2016年9月20日）
- ラマスペシャル「ストレンジャー〜バケモノが事件を暴く〜」（テレビ朝日、2016年3月27日） - 宮本徹 役
- 日本のヴァイオリン王〜名古屋が生んだ世界のマエストロ 鈴木政吉物語〜（東海テレビ、2016年2月14日） - 甘利鉄吉 役
- 癒し屋キリコの約束 第9・10話（東海テレビ、2015年8月13日・14日） - 片山登 役
- ビンタ!弁護士事務員ミノワが愛で解決します 第9話（読売テレビ、2014年11月27日） - 書店員役
- 木曜時代劇「吉原裏同心」最終夜（NHK、2014年9月18日）
- SMOKING GUN〜決定的証拠〜 第2話・5話（フジテレビ、2014年4月16日・5月7日） - 森下 役
- プレミアムよるドラマ「おふこうさん」第6話（NHK BSプレミアム、2014年2月11日）
- 相棒 season12 第1話「ビリーバー」（テレビ朝日、2013年10月16日） - 田部井稔 役
- 救命病棟24時 第6話（フジテレビ、2013年8月13日）
- たぶらかし-代行女優業・マキ- 第7話（読売テレビ、2012年5月17日） - 編集者 役
- 朝ドラ殺人事件（NHK、2012年3月28日・29日） - AD 役
- 遺留捜査 第7話（テレビ朝日、2011年5月25日）
- 仮面ライダーオーズ 第25話（テレビ朝日、2011年3月6日）
- 離婚同居 第1話・2話（NHK、2010年）
- 警視庁捜査一課9係 第5話（テレビ朝日、2010年）
- 君が想い出になる前に 第6話・7話（フジテレビ、2004年） - AD 役

### DVD
- モテ女キ（小南敏也監督、2012年）

### CM
- スタッフサービスグループ ブランドムービー「心の炎篇」（2021年）
- 日清 これ絶対うまいやつ！「麺恋歌篇」（2020年）
- キリン 淡麗プラチナダブル「いろいろあるけど」篇（2016年）
- TOYOTA TOYOTA TNGA STORY〜これが未来の骨格だ。〜（2015年）
- UHA味覚糖 さけるグミ
  - 「社長はさけるよ」篇（2016年、WEBCM）
  - 「会議」篇・「怪しい関係」篇（2015年 - 2016年）
- AGA（2012年、ラジオCM）
- パーゴルフ-SUSHI SWING!-（2012年、WEB-CM）
- アップガレージ
- NTTコミュニケーションズ
- 大塚製薬 オロナミンC「裕次郎をさがせキャンペーン」
- スタジオジブリ 『天空の城ラピュタ』廉価版ビデオ発売

### その他
- YouTubeドラマ「僕らはシャッキー」1話～5話（山口森広脚本・YouTube配信）
- 少女東京奇襲 リモート企画「リモート！ガチ稽古！」（2020年8月21日（金）21:00の回）
- Q;indivi+「ACACIA;」CDジャケット（CDジャケットモデル）

### バラエティ
- タモリ俱楽部 俺が1番ミクロボーイ選手権（テレビ朝日、1998年11月13日）

### 舞台
2021年
- 鬼の居ぬ間に特別公演『Jeanne』（望月清一郎作・演出下北沢劇・小劇場）
- TRASHMASTERS 第34公演 『黄色い叫び』（中津留章仁作・演出サンモールスタジオ）
- ONEOR8第35回公演『グレーのこと（再）』（ザ・スズナリ ほか各地方公演）

2020年
- ONEOR8 第34回公演『誕生の日』（日暮里d倉庫）

2019年
- 劇団宝船 『社交辞愛』（新井友香作・演出、新宿眼科画廊 ）
- 吉川威史presents『君にささげる歌2019』（下北沢駅前劇場）
- ロデオ★座★ヘヴン 『日本演劇総理大臣賞』（柳井祥緒作・演出、花まる学習会王子小劇場）
- 鬼の居ぬ間に『逆柱　ー追憶の呪いー』（望月清一郎作・演出下北沢B1）

2018年
- ONEOR8 第33回公演『ゼブラ（再）』（東京芸術劇場 シアターイースト ほか各地方公演）
- ロデオ★座★ヘヴン『幻書奇譚』（柳井祥緒作・演出、新宿眼科画廊）
- 財団、江本純子 vol.13 醤油理論から始まる新しいセックスの形その3『事務王1』（ギャラリー・ルデコ）
- 鬼の居ぬ間に『人魚 ー死せる花嫁ー』（望月清一郎作・演出、花まる学習会王子小劇場）

2017年
- ONEOR8 第32回公演『グレーのこと』（浅草九劇）
- グリーンマイル』（スティーヴン・キング原作、瀬戸山美咲上演台本・演出、グローブ座）
- ロデオ★座★ヘヴン『大帝の葬送』（柳井祥緒（十七戦地）作・演出、花まる学習会王子小劇場）
- ONEOR8 第31回公演『世界は嘘で出来ている』再演（ザ・スズナリ ほか各地方公演）

2016年
- オハヨウ劇場朗読劇『鼻に花びら、耳に雪』（うえのやまさおり作・演出）
- ONEOR8 第30回公演『さようならば、いざ』（田村孝裕作・演出、東京芸術劇場 シアターイースト ほか各地方公演）
- 日本劇作家協会『9月・月いちリーディング』（モスクワカヌ脚本『だるまかれし』、座・高円寺）
- ONEOR8 第29回公演『そして母はキレイになった』（田村孝裕作・演出、シアタートラム ほか各地方公演）

2015年
- ONEOR8 B面公『ゼブラ』（田村孝裕作、伊藤俊輔演出、SPACE雑遊）

2014年
- ONEOR8 第28回公演『世界は嘘で出来ている』（ザ・スズナリ）
- タカハ劇団 第10回公演『帰還の虹』（下北沢駅前劇場）
- 明治座4月公演『きりきり舞い』（明治座）

2013年
- 鳥公園#8『カンロ』（作・演出：西尾佳織、三鷹市芸術文化センター 星のホール）
- ONEOR8 第27回公演『猿股のゆくえ』（赤坂RED/THEATER）
- 劇団宝船 番外泥船公演『撫で撫で』（座・高円寺）

2012年
- ONEOR8 第26回公演『そして母はキレイになった』（赤坂RED/THEATER）
- 乞局 奇譚集2012『EXPO〜'70・'75・'85・'88・'96〜』（下西啓正作・演出、5月18日 - 23日、神保町 スタジオイワト）

2011年
- フェスティバル/トーキョー11公募プログラム参加作品 鳥公園#6『おねしょ沼の終わらない温かさについて』（西尾佳織作・演出、シアターグリーン BASE THEATER）
- ONEOR8 第25回公演『ペノザネオッタ』（赤坂RED/THEATER）
- 鳥公園・小鳥公園♯1『女生徒』（西尾佳織作・演出、神楽坂フラスコ）
- 鳥の劇場 2010年度プログラム「鳥取の鳥の劇場で12日間じっくり作品をみがいて、鳥取の観客に作品をみせたい劇団による上演」鳥公園♯5『家族アート』（西尾佳織作・演出、鳥の劇場）

2010年
- パルコプロデュース・田村孝裕演出『カーディガン』（PARCO劇場）
- ONEOR8 第24回公演『絶滅のトリ』（シアタートラム）
- サスペンデッズ 第8回公演『2010億光年』（東京芸術劇場 小ホール2）
- ONEOR8＋三鷹市芸術文化センターpresents『ゴールデンアワー』（三鷹市芸術文化センター 星のホール）

2009年
- ONEOR8 B面公演『シケモクと猿股』（シアターグリーン）
- ONEOR8 第23回公演『躾』（吉祥寺シアター）
- 乞局 第16回公演『芍鸝（シャックリ）』（下北沢駅前劇場）
- ラ・カンパニーアン公演『みんなの妊娠』（スペース雑遊）
- さよならシアタートップス最後の文化祭〜ONEOR8短編〜『バイエル』（シアタートップス）

2008年
- ONEOR8 第22回公演『莫逆の犬』（シアタートップス）
- 楽天団プロデュース公演『ゲアリーズハウス』（中野スタジオあくとれ）

2007年
- 椿組野外公演（田村孝裕作・演出）『花火、舞い散る』（花園神社特設テント）

2006年
- ONEOR8 第19回公演『パレード』（三鷹市芸術文化センター 星のホール）

2005年
- ONEOR8 第17回公演『29』（シアタートップス）
- LCP公演・乙一原作『落ちる飛行機の中で』（スペース107）

2004年
- トラッシュマスターズ第9回公演『trashtandard』（タイニイアリス）
- ONEOR8 第16回公演『TURKEY』（三鷹市芸術文化センター 星のホール）
- ぺんぎん堂公演『シェアライフ』（パンプルムス）
- 劇団ダイヤル911公演『切り刻まれ打ち棄てられた生温かい未完の風景』（下北沢空間リバティー）
- トラッシュマスターズ第8回公演『TRASHMASTERMAIND』（タイニイアリス）

2003年
- トラッシュマスターズ第7回公演『TRASHMASTAURANT2003RIMX』（タイニイアリス）
- トラッシュマスターズ第6回公演『TRASICK』（タイニイアリス）
- 劇団AngelatmyTable公演『エリジウム』（パンプルムス）

2002年
- 七面鳥歌劇団公演『グレイハウンド88』（シアターブラッツ）
- SHO-SAKU事務所公演『世に棲む日々飛ぶが如く燃えよ剣がゆく』（サニーサイドシアター）
- トラッシュマスターズ第5回公演『TRASHMAPARTMENT』（タイニイアリス）
- トラッシュマスターズ第4回公演『TRASHMASTERTAINMENT』（タイニイアリス）

2001年
- relationship II公演『relationship II』（早稲田どらま館）